# 383 v.Chr.
Het jaar 383 v.Chr. is een jaartal volgens de christelijke jaartelling.

## Gebeurtenissen

### Griekenland
- De Spartaanse generaal Phoebidas trekt plunderend door Boeotië en verovert de stad Thebe. De Thebaanse burcht Kadmeia wordt door de Spartanen ingenomen.

### Perzië
- Na bijna drie jaar vruchteloos geprobeerd te hebben Egypte te veroveren staken de Perzen hun pogingen. Het land blijft (voorlopig) onafhankelijk onder farao Achoris.